# Сер Джон Джеффрісон

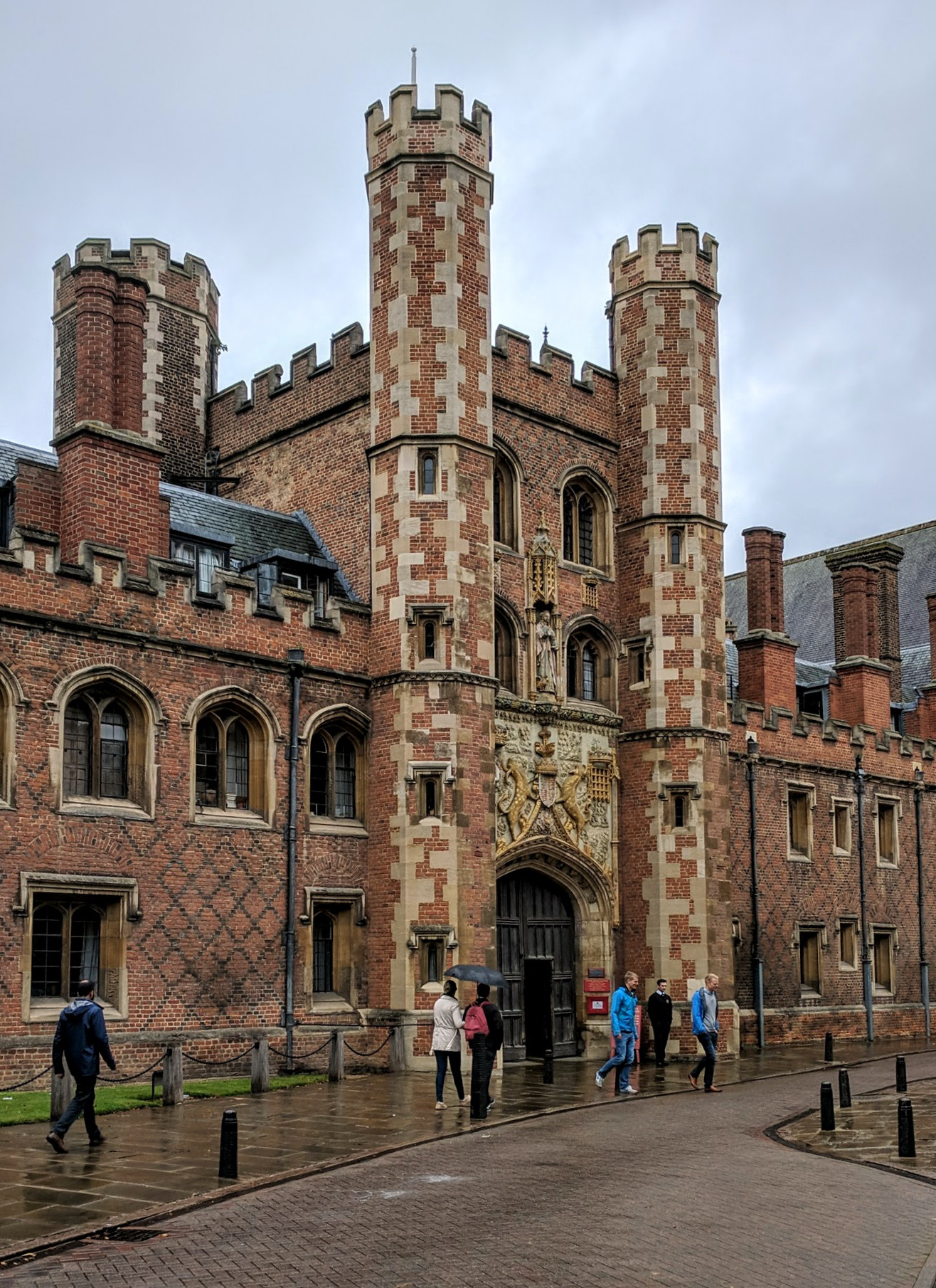
Коледж Святого Джона в Кембріджі.

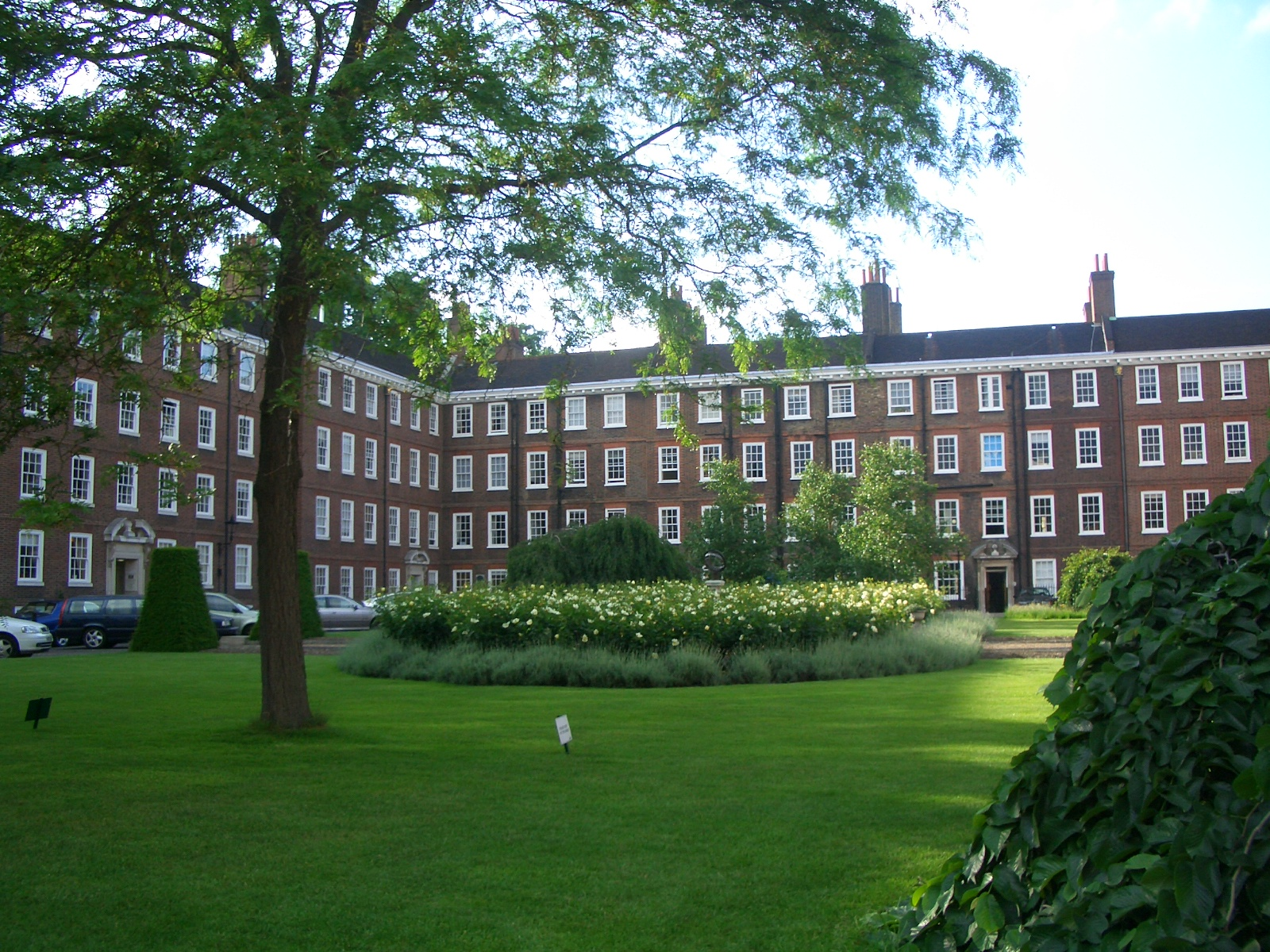
Юридична школа «Гнейс Інн».

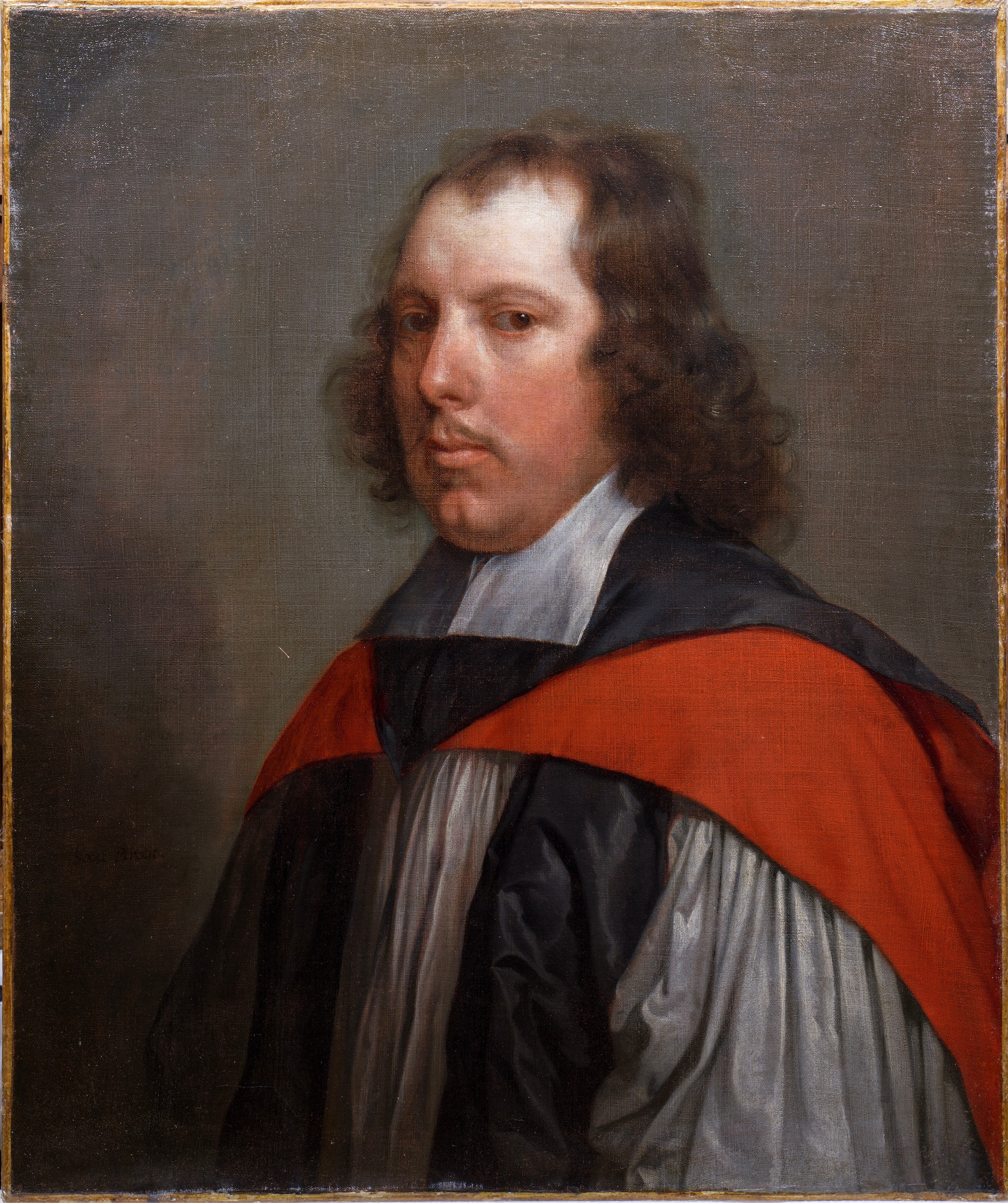
Томас Картвайт – єпископ Честера.

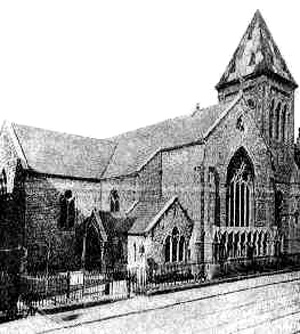
Церква Святого Петра на вулиці Анг’єр у Дубліні. Не збереглася.

Сер Джон Джеффрісон (1635 – 1700) – відомий видатний ірландський Юрист, суддя та політик англійського походження. Уповноважений охоронець Великої  Державної Печатки Ірландії в 1696 – 1697 роках. Обіймав посаду сержанта Ірландії. Належав до партії торі і відрізнявся своїми непохитними політичними поглядами. 

## Життєпис

### Походження та ранні роки
Джон Джеффрісон народився в Даремі (Англія). Він був сином Джона Джеффрісона, торговця та  Маргарет Волтон, доньки Х’ю Волтона, олдермена. Джон Джеффрісон здобув освіту в школі в Гісборо, потім вчився в коледжі Святого Джона в Кембриджі з 1652 року. 

### Кар’єра
Після Кембріджа Джон Джеффрісон вступив до юридичної школи «Грейс Інн» у 1651 році та був покликаний до адвокатури у 1661 році. У 1679 році він обійняв посаду судового реєстратора в Даремі. У 1682 році він обійняв посаду лавника в «Грейс Інн». У 1683 році обійняв посаду судового сержанта Англії. Він був переконаним торі в політиці і близьким другом відомого прибічника короля Англії Якова ІІ священнослужителя Томаса Картвайта, єпископа Честера, але після так званої «Славетної революції», на відміну від єпископа Картрвайта, він не пішов слідом за королем Яковом II у вигнання. Він рішуче підтримував політику віротерпимості нового короля Англії та Ірландії Вільгельма ІІІ Оранського, і був рекомендований для просування до англійського Верховного Суду в 1688 році в нагороду за його хорошу службу Короні. 

### В Ірландії
Те, що у свій час Джон Джеффрісон підтримував скинутого короля Якова ІІ сильно зіпсувало його кар’єру в Англії. Але його кар’єра не була остаточно зруйнована «Славетною революцією». Новий уряд Англії враховуючи його лояльність до попереднього режиму, що співчував католикам, відправив Джона Джеффрісона до Ірландії як суддю Суду загальних позовів Ірландії у 1690 році: вважалося, що його досвід і юридичні здібності переважать його політичні погляди торі, хоча це толерантне ставлення до нього було не тривалим. У 1692 році він приєднався до Королівського двору і був посвячений у лицарі. У 1693 році він став радником Таємної Ради Ірландії. Його політичні погляди неминуче призвели до конфлікту: в той час Ірландська судова лава була роздроблена політичними розбіжностями. Джона Джеффрісона було виведено з Таємної Ради Ірландії в 1695 році. Але в 1697 році його знову ввели до Таємної Ради Ірландії. У 1696 – 1697 роках він був уповноваженим Великої Державної Печатки Ірландії. Як заведено для суддів Високого суду Ірландії, він працював у Палаті лордів парламенту Ірландії на посаді юридичного радника. 

### Смерть
Він помер у 1700 році й був похований у церкві Святого Петра на вулиці Анг’єр у Дубліні (ця церква була зруйнована у 1983 році). 

## Родина
Джон Джеффрісон одружився з Елізабет Коул з Гейтсхеда в 1664 році. У них була одна дочка, Маргарет, що вийшла заміж за капітана Вокера. Маргарет була подругою ірландської письменниці Мері Девіс, яка присвятила Маргарет свій перший роман «Амури Алкіппа та Люциппи», пізніше перейменований на «Жіночу розповідь» (1704). Місіс Девіс у присвяті вихваляє «надзвичайний характер» Маргарет і посилається на їх старого знайомого в Англії, припускаючи, що їхня дружба була давньою. Елрінгтон Бол описав Джеффрісона як чудового юриста, але понад усе як видатного політика з партії торі.